# Sants de glaç
Amb el nom de sants de glaç (francès saints de glace, anglès ice saints) es designa un període en què, segons la meteorologia popular i paral·lelament i inversa a l'estiuet de Sant Martí, faria més fred del que correspondria després d'un primer període de bonança al mes de maig.
Els sants de glaç són habitualment sant Mamert de Viena (11 de maig), sant Pancraç de Roma (12 de maig) i sant Servaci de Tongeren (13 de maig), tot i que també, depenent de les tradicions, s'hi troba sant Bonifaci (14 de maig) o santa Sofia (15 de maig). Tanmateix, sembla que la tradició es remunta a una època abans de la reforma gregoriana, de manera que l'etapa de fred es donaria per definitivament superada només a partir del final de maig.
Aquesta tradició es troba a Alemanya, amb els refranys corresponents: Pankraz, Servaz, Bonifaz machen erst dem Sommer Platz (Pancraç, Servaci, Bonifaci són els primers que donen pas a l'estiu), Vor Bonifaz kein Sommer, nach der Sophie kein Frost (Abans de Bonifaci no hi ha estiu; després de Sofia no hi ha gelades).
En països eslaus també existeix aquesta tradició. A Polònia als sants se'ls anomena zimni ogrodnicy (jardiners del fred) i van seguits per la zimna Zośka (la freda Sofia). A Txèquia, els sants són els ledoví muži (homes de gel), i Sofia, Žofie, ledová žena (Sofia, la dona de gel).
A la zona mediterrània, més càlida, els sants de glaç són segurament massa tard per poder posar en perill les collites, i la tradició s'associa als cavallers del fred: habitualment sant Jordi (23 d'abril), sant Marc (25 d'abril) i la Santa Creu (3 de maig). S'hi pot afegir encara sant Eutropi (30 d'abril).
Així, en el refrany occità:
Jourget, Marquet, Troupet, Crouset,
Soun li quatre cavalié.
O en italià:
Da San Marco a Santa Croce c'è ancora un mezzo invernuccio.
També en català:
Entre Marquet i Creueta
no te'n lleves la jaqueta,
Entre Sant Jordi i Sant Marc,
un dia d'hivern hi cap.